# 羅根·達內爾
羅根·里斯·達內爾（英語：Logan Reece Darnell，1989年2月2日—） ，為來自美國的棒球選手之一，在2003年的美國職棒選秀會由明尼蘇達雙城隊以第6輪第195順位選進而開啟職業生涯，2020年起效力於中華職棒統一7-ELEVEn獅，中文登錄名為「達尼爾」，守備位置為投手。

## 經歷
- 美國職棒明尼蘇達雙城（小聯盟～大聯盟，2010年～2016年）
- 亞利桑那秋季聯盟Peoria Javelinas（2012年）
- 委內瑞拉聯盟Bravos de Margarita（2015年）
- 多明尼加聯盟Gigantes del Cibao（2016年）
- 美國職棒獨立聯盟Somerset Patriots（2017年）
- 美國職棒洛杉磯道奇（小聯盟，2017年）
- 美國職棒獨立聯盟Somerset Patriots（2017年）
- 美國職棒坦帕灣光芒（小聯盟，2017年）
- 委內瑞拉聯盟Bravos de Margarita（2017年～2018年）
- 美國職棒華盛頓國民（小聯盟，2018年）
- 美國職棒獨立聯盟Somerset Patriots（2019年）
- 墨西哥聯盟蒙特雷蘇丹（2019年～2020年）
- 多明尼加聯盟Aguilas Cibaenas（2019年）
- 中華職棒統一7-ELEVEn獅（2020年）
- 美國職棒明尼蘇達雙城（小聯盟，2020年～）

## 職棒生涯成績

### 美國職棒
| 年度 | 球隊         | 出賽 | 先發 | 勝投 | 敗投 | 中繼 | 救援 | 完投 | 完封 | 三振 | 四壞 | 責失 | 投球局數 | 自責分率 | 被上壘率 |
| ---- | ------------ | ---- | ---- | ---- | ---- | ---- | ---- | ---- | ---- | ---- | ---- | ---- | -------- | -------- | -------- |
| 2012 | 明尼蘇達雙城 | 7    | 4    | 0    | 2    | 0    | 0    | 0    | 0    | 22   | 8    | 19   | 24.0     | 7.13     | 1.63     |
| 合計 | 1年          | 7    | 4    | 0    | 2    | 0    | 0    | 0    | 0    | 22   | 8    | 19   | 24.0     | 7.13     | 1.63     |

### 中華職棒
| 年度 | 球隊           | 出賽 | 先發 | 勝投 | 敗投 | 中繼 | 救援 | 完投 | 完封 | 三振 | 四死 | 責失 | 投球局數 | 自責分率 | 被上壘率 |
| ---- | -------------- | ---- | ---- | ---- | ---- | ---- | ---- | ---- | ---- | ---- | ---- | ---- | -------- | -------- | -------- |
| 2020 | 統一7-ELEVEn獅 | 10   | 7    | 2    | 2    | 0    | 0    | 0    | 0    | 36   | 8    | 35   | 39.1     | 8.01     | 1.98     |
| 合計 | 1年            | 10   | 7    | 2    | 2    | 0    | 0    | 0    | 0    | 36   | 8    | 35   | 39.1     | 8.15     | 1.97     |